# Mario Mola
Mario Mola Díaz (Palma de Mallorca, 23 februari 1990) is een triatleet uit Spanje. Hij nam namens zijn vaderland deel aan de Olympische Spelen in Londen. Daar eindigde hij op de 19de plaats in de eindrangschikking met een tijd van 1:49.23.

## Resultaten op kampioenschappen

### sprint afstand
- 2011: 52e WK - 55.15
- 2012: 22e WK - 56.02
- 2013: 5e WK - 51.46
- 2014: 9e WK - 52.23

### olympische afstand
- 2009:  EK junioren - 53.26
- 2010: DNF EK
- 2010: 51e WK - 632 p
- 2011: 33e WK - 834 p
- 2012: 20e WK - 1852 p
- 2012: 19e OS - 1:49.23
- 2013:  EK - 1:42.22
- 2013:  WK - 3726 p
- 2014:  WK - 4601 p
- 2015:  WK - 4794 p
- 2016:  WK - 4819 p
- 2017:  WK - 4728 p
- 2018:  WK - 6081 p
- 2019:  WK - 4939 p

## Resultaten in World Triathlon Series
voor 2012 ITU Wereldkampioenschap triatlon
| Seizoen                     | 1   | 2  | 3  | 4  | 5   | 6   | 7  | 8  | 9 | GF | Positie | Punten |
| --------------------------- | --- | -- | -- | -- | --- | --- | -- | -- | - | -- | ------- | ------ |
| WK Series 2010              | -   | -  | 47 | -  | 5   | DNF |    |    |   | -  | 51      | 632    |
| WK Series 2011              | DNF | 16 | 11 | 46 | DNF | 52  |    |    |   | 46 | 33      | 834    |
| World Triathlon Series 2012 | DNF | -  | 4  | 9  | 35  | DNF | 22 | -  |   | 24 | 20      | 1852   |
| World Triathlon Series 2013 | 2   | 5  | -  | 4  | 2   | 5   | -  |    |   | 5  | Brons   | 3726   |
| World Triathlon Series 2014 | 8   | 4  | 2  | 1  | 3   | 9   | 4  |    |   | 2  | Zilver  | 4601   |
| World Triathlon Series 2015 | 1   | 15 | 2  | 8  | 3   | 14  | 3  | 12 | 3 | 1  | Zilver  | 4794   |
| World Triathlon Series 2016 | 1   | 1  | 4  | 1  | -   | -   | 1  | 2  |   | 5  | Goud    | 4819   |
| World Triathlon Series 2017 | 8   | 1  | 1  | -  | 1   | 1   | 14 | 7  |   | 3  | Goud    | 4728   |
| World Triathlon Series 2018 | 2   | 4  | 1  | 2  | 1   | 1   | 1  |    |   | 2  | Goud    | 6081   |
| World Triathlon Series 2019 | 1   | 26 | 29 | 29 | 2   | 4   | 2  |    |   | 2  | Zilver  | 4939   |

1989: Mark Allen ·
1990: Greg Welch ·
1991: Miles Stewart ·
1992: Simon Lessing ·
1993: Spencer Smith ·
1994: Spencer Smith ·
1995: Spencer Smith ·
1996: Spencer Smith ·
1997: Chris McCormack ·
1998: Spencer Smith ·
1999: Dmitriy Gaag ·
2000: Olivier Marceau ·
2001: Peter Robertson ·
2002: Iván Raña ·
2003: Peter Robertson ·
2004: Bevan Docherty ·
2005: Peter Robertson ·
2006: Tim Don ·
2007: Daniel Unger ·
2008: Javier Gómez ·
2009: Alistair Brownlee ·
2010: Javier Gómez ·
2011: Alistair Brownlee ·
2012: Jonathan Brownlee ·
2013: Javier Gómez ·
2014: Javier Gómez ·
2015: Javier Gómez ·
2016: Mario Mola ·
2017: Mario Mola ·
2018: Mario Mola ·
2019: Vincent Luis ·
2020: Vincent Luis ·
2021: Kristian Blummenfelt